# Jevišovice
Jevišovice là một thị trấn thuộc huyện Znojmo, vùng Jihomoravský, Cộng hòa Séc.